# Ornithospila pennisignata
Ornithospila pennisignata là một loài bướm đêm trong họ Geometridae.